# Santa Cecilia
|  | Per a altres significats, vegeu «Santa Cecilia del Alcor». |

|  | No s'ha de confondre amb Santa Cecília (desambiguació). |

Santa Cecilia és un municipi de la província de Burgos a la comunitat autònoma de Castella i Lleó. Forma part de la Comarca del Arlanza.

## Demografia
| 1991 | 1996 | 2001 | 2004 |
| ---- | ---- | ---- | ---- |
| 146  | 139  | 125  | 118  |